# Gulfran Támara
Gulfran Eduardo Támara Figueroa (Barranquilla, 2 de febrero de 1996) es un futbolista colombiano. Juega de central derecho y su actual club es el Club Destroyers de la Primera División de Bolivia.

## Trayectoria

### Barranquilla F.C
Producto de las divisiones inferiores del Atlético Junior, Gulfran fue cedido al Barranquilla F. C. filial del Junior. 
Gulfran Támara debutó profesionalmente con el Barranquilla F. C. en el año 2014, allí jugó 48 partidos y marcó un gol. 

### Atlético Junior
El primer semestre de 2016 es ascendido del Barranquilla F.C. al Atlético Junior por orden del técnico Alexis Mendoza.
Debutó con Atlético Junior el 25 de febrero de 2016 contra Alianza Petrolera.

## Clubes
| Club               | País     | Año             |
| ------------------ | -------- | --------------- |
| Barranquilla F. C. | Colombia | 2014 - 2015     |
| Junior             | Colombia | 2016 - 2017     |
| Barranquilla F. C. | Colombia | 2018            |
| Club Destroyers    | Bolivia  | 2018 - Presente |